# Les Forges de Saint-Maurice
Cet article concerne la série télévisée. Pour le lieu historique, voir Forges du Saint-Maurice.
Les Forges de Saint-Maurice est une série télévisée québécoise en 108 épisodes de 25 minutes scénarisée par Guy Dufresne et diffusée du 11 septembre 1972 au 19 mai 1975 à la Télévision de Radio-Canada.

## Synopsis
Cette série relate l’histoire de la première communauté industrielle du Canada établie autour de la première industrie sidérurgique canadienne.

## Fiche technique
- Scénarisation : Guy Dufresne
- Réalisation : Louis Bédard et Richard Martin
- Musique : André Gagnon, 1973, Projection
- Lieux de tournage : sur le site de l'usine de filtration d'eau, près de la rivière Saint-Maurice, à proximité du site historique des Forges du Saint-Maurice, à Trois-Rivières.
- Société de production : Société Radio-Canada

## Distribution
- Pascal Rollin : M. de Vezin
- Léo Ilial : Lardier
- Jean Duceppe : Clovis Godard
- Colette Courtois : Ida Godard
- Yvon Thiboutot : François Godard
- Élizabeth Lesieur : Véronique Godard
- Jean-Marie Lemieux : Chaput
- Hélène Loiselle : Stéphanie Chaput
- Hélène Lasnier : Titiche Chaput
- Marc Favreau : Rabouin
- Élizabeth Chouvalidzé : Josephte Duplessis
- Danielle Roy : Marie Duplessis
- France Berger : Lotte Sauvage
- Raymond Royer : M. De Vaudreuil
- Bernard Assiniwi : Bras-d'Ours
- Roger Garceau : M. Cugnet
- Benoît Girard : Jean Delorme
- Jacques Godin : Belut
- François Tassé : Dautel
- Yves Létourneau : Clovis Godard
- Anne Dandurand : Canaille Sauvage
- Réjean Lefrançois : Marchand
- Françoise Graton : Françoise Monette
- Yvette Thuot : Ursule Dasylva
- Jean Leclerc : Louis-Godefroy de Tonnancourt
- Michel Forget : Étienne Cooke
- François Rozet : Chaussegros de Léry
- Huguette Oligny : Mme de Tonnancourt
- Serge Bossac : Le Récollet
- Pierre Dufresne : Pierre Dasylva
- Jean Lajeunesse : Louis-Jean de Courval
- Alpha Boucher : Le Gros
- Jacques Brouillet : Nicholas
- Jean-Pierre Masson : Gamelin
- Béatrice Picard : Malvine
- France Laverdière : Mary-Ann Seaman